# Полемика о пессимизме

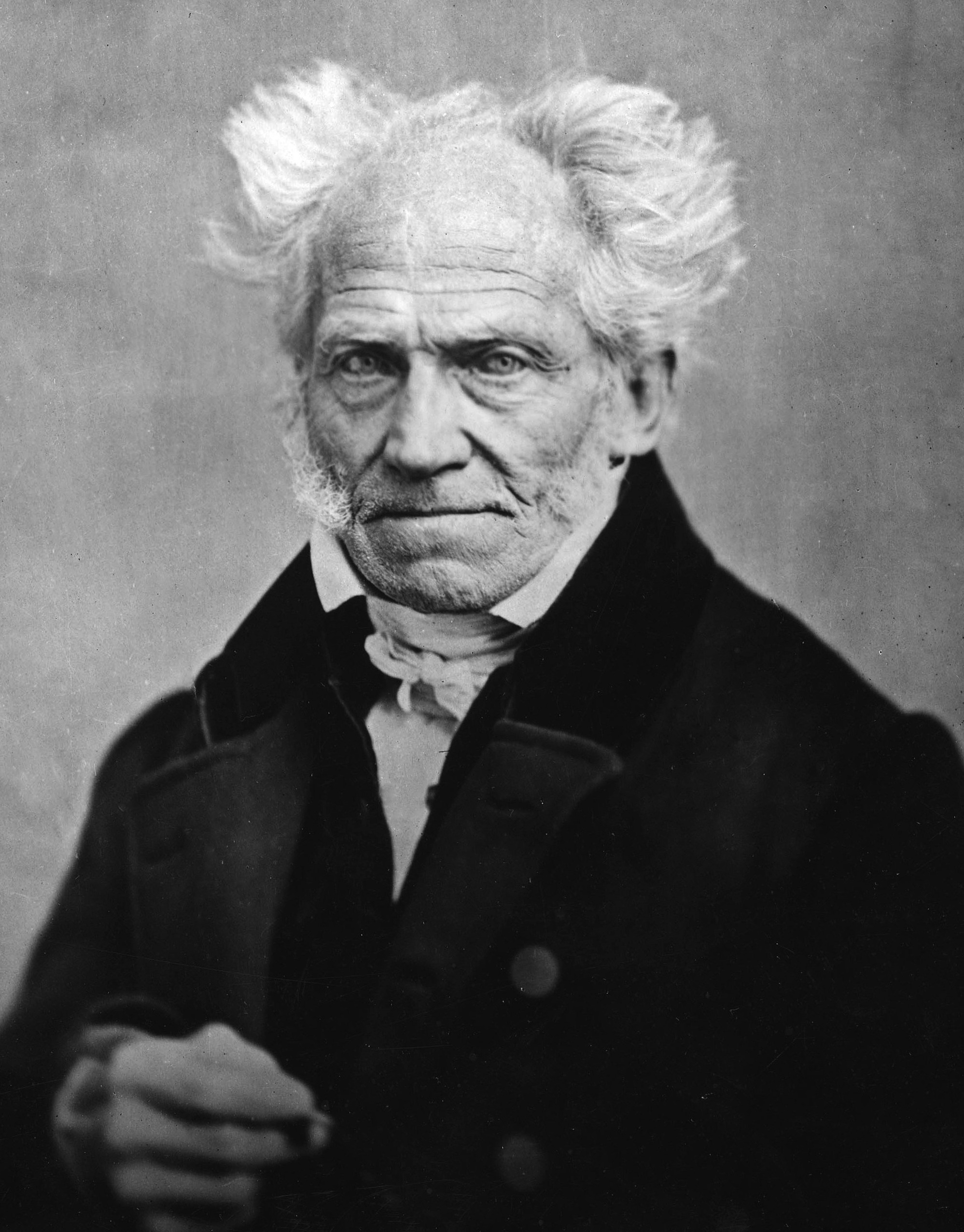
Полемика разгорелась в ответ на растущую посмертную популярность Артура Шопенгауэра в Германии

Полемика о пессимизме или спор о пессимизме (нем. Pessimismusstreit) — в значительной степени забытый интеллектуальный спор, который происходил в Германии, начиная с 1860-х годов и заканчивая примерно началом Первой мировой войны. Среди философов, принимавших участие, были Фридрих Ницше, Евгений Дюринг, Эдуард фон Гартман, неокантианцы, Агнес Тауберт, Ольга Плюмахер и критики Гартмана.
Спор впервые возник как реакция на растущее посмертное общественное признание Артура Шопенгауэра в 1860-х годах. Это привело к публикации широкого спектра критических замечаний, направленных против его пессимизма. Публикация в 1869 году «Философии бессознательного» фон Гартмана, которая подтвердила и развила доктрину Шопенгауэра, усилила полемику. На протяжении 1870-х и 1880-х годов Гартманн опубликовал большое количество статей и четыре книги в ответ на своих критиков. Агнес Тауберт (жена фон Гартмана) опубликовала книгу «Пессимизм и его противники» в 1873 году в ответ на критику в адрес своего мужа, которая оказала сильное влияние на полемику. Немецко-американский философ Амалия Дж. Хэтэуэй была описана как непризнанный участник полемики.